# Araski AES
La Asociación de mujeres y Agrupación Deportiva de Baloncesto Araski Arabako Emakumeen Saskibaloia (Araski AES), conocida por motivos de patrocinio como Kutxabank Araski, es un equipo de baloncesto femenino, con sede en Vitoria (País Vasco, España), que milita en la Liga Femenina.
Se puso en marcha en mayo de 2010 para dar respuesta a la necesidad de crear una estructura piramidal, estable y sostenible para el baloncesto femenino de Álava. 

## Origen
Los clubes del Abaroa y UPV Álava fundaron la Asociación de Clubes de Baloncesto Femenino de Álava, Araski Arabako Emakumeen Saskibaloia, como órgano vertebrador del baloncesto femenino en el territorio alavés. Esta Asociación pretende integrar el mayor número posible de clubes y centros escolares dentro de un proyecto común en torno a la práctica del baloncesto. Con la puesta en marcha en 2010 del proyecto 'Tiempo de chicas', iniciativa respaldada por la Federación Alavesa de Baloncesto, y apoyado por la Diputación Foral de Álava y la UPV/EHU permite dotar de mayor estabilidad y proyección deportiva al baloncesto femenino del territorio alavés.

## Objetivos del proyecto

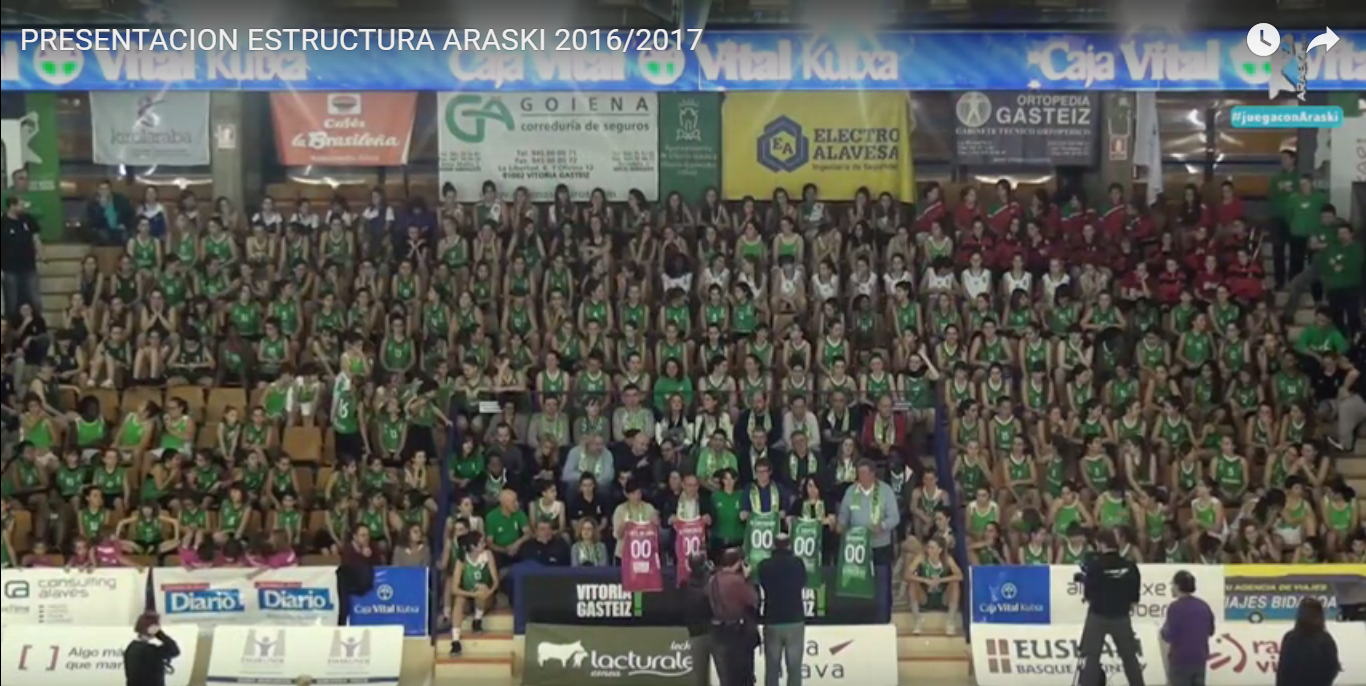
Acto de presentación de la estructura del Araski de Vitoria 12 de noviembre de 2016

ARASKI AES es un proyecto creado para la formación y promoción de las mujeres en torno al baloncesto, que persigue metas y objetivos que se sitúan en un marco más amplio que la propia actividad deportiva. Pretende dar visibilidad al deporte femenino alavés y a sus deportistas. Es un proyecto que pretende educar a las mujeres no solo en relación con aspectos físico-deportivos, sino fomentando el desarrollo personal desde una perspectiva de educación deportiva integral, que incluye valores relacionados con el empoderamiento de las mujeres, el liderazgo y la toma de decisiones, la creación de referentes y la igualdad de mujeres y hombres en el deporte.

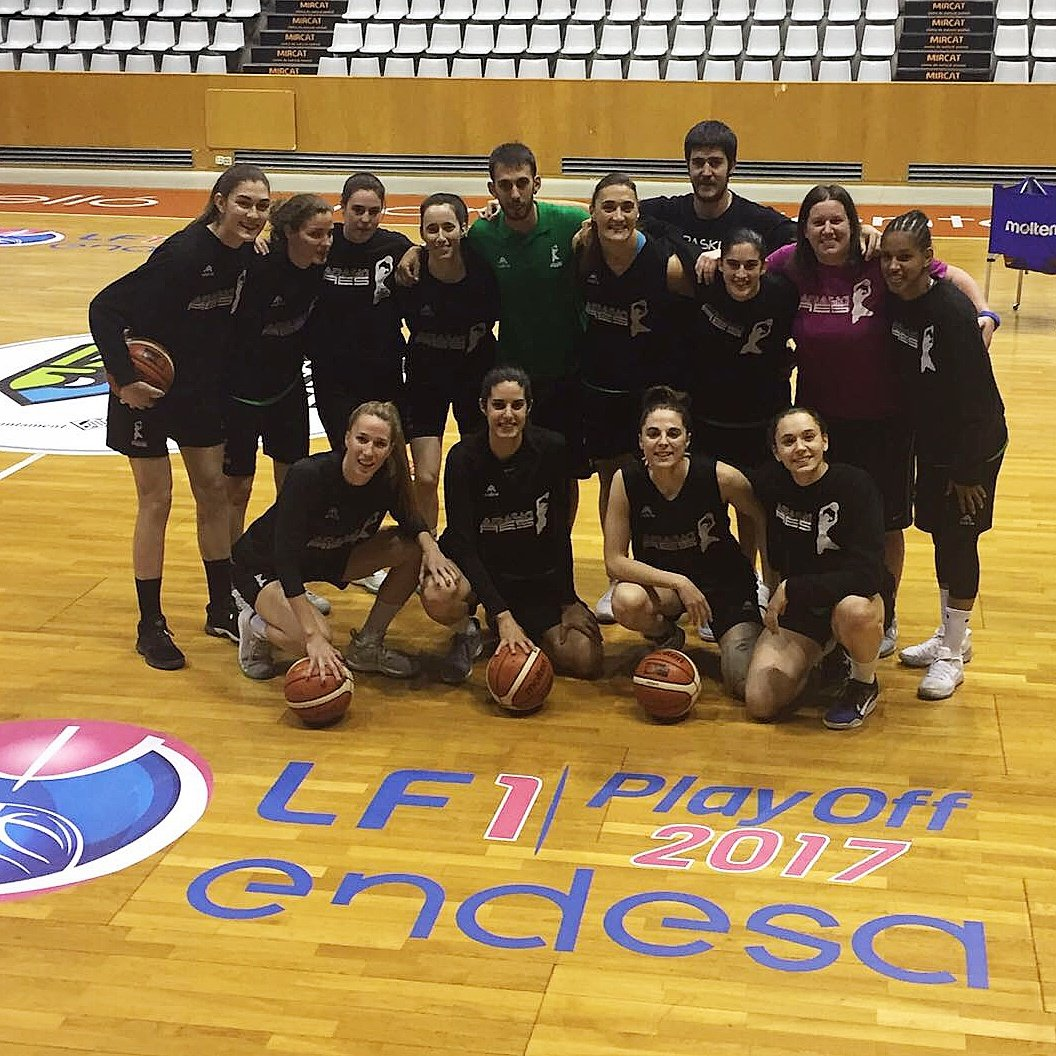
Equipo de Lacturale Araski LF1 (sin Margaret Roundtree, baja por lesión) en el pabellón de Fontajau, Girona

## Trayectoria deportiva
- Primera temporada 10/11: Fusión y desarrollo legal.[7]
- Segunda temporada 11/12: Estabilidad en la competición oficial e inicio de un programa de “Actividades Piloto”.[8]
- Tercera temporada 12/13: Ascenso histórico a Liga Femenina 2.[9][10][11] Primera vez en la historia que Vitoria y Álava tienen representación en esta categoría.[12] La base asienta el futuro con el proyecto ARASKIESKOLA y la continuidad de las actividades de promoción y formación.[13]
- Cuarta temporada 13/14: Permanencia en Liga Femenina 2.[14] Crecimiento continuo de cantera.[15] Continuidad de todas las actividades. Objetivo: Estabilidad de gestión.[16][17]
- Quinta temporada 14/15: Permanencia en Liga Femenina 2.[18] La Escuela crece contando ya con 16 equipos y con niñas cada vez de edades más tempranas (6-7 años). Se incorpora la perspectiva de género en la gestión y en las actividades.[19][20]
- Sexta temporada 15/16: Campeonas de Liga Femenina 2 y Ascenso histórico a Liga Femenina.[21][22][23] Se han recuperado los derechos deportivos para competir en la Liga Vasca tanto en categoría júnior como en cadete, se mantiene el filial en la tercera categoría estatal (1ª Nacional). Crecimiento tanto en número de equipos como de jugadoras.
- Séptima temporada 16/17: Debut en Liga Femenina. En la decimosegunda jornada se clasificó para disputar la Copa de la Reina de Baloncesto de 2017.[24][25] Venció al Star Center Uni Ferrol (64-62) en el partido de cuartos de final, después de remontar un marcador adverso.[26] En semifinales, cayó ante el Uni Girona (71-78).[27] La victoria de Lacturale Araski por 75 a 80 al IDK de Guipuzcoa en la jornada 20 de la Liga le confirió matemáticamente la permanencia en Liga Femenina 1 una temporada más.[28] El 01/04/2017 se clasificó para jugar el play-off, al quedar en sexto lugar en la Liga Regular.[29][30] El 08/04/2017 venció en Mendizorrotza a Lointek Gernika en el segundo partido de la eliminatoria y se clasificó para las semifinales de la Liga Femenina 1.[31][32] El 19/04/2017 Araski Lacturale puso fin a una temporada de ensueño, siendo semifinalista de la Liga Femenina 1 al perder 2-0 ante el Uni Girona.[33][34] Lacturale Araski ha sido considerado el equipo revelación de la temporada.[35]
- Octava temporada 17/18: Segunda temporada en Liga Femenina. Renovación de la imagen corporativa con un nuevo escudo.[36] Campeonas de la Euskal Kopa.[37] En la jornada 21, a falta de 5 jornadas para el final de la temporada, se logra la permanencia en Liga Femenina.[38][39]
- Novena temporada 18/19ː Tercera temporada en Liga Femenina.  Campeonas de la Euskal Kopa.[40] Creación de la mascota Katamotz (es una lince ibérica).[41] Organizadoras de la Copa de SM La Reina.[42] En la última jornada de la temporada quedando séptimas en la clasificación, consiguen el pase a los PlayOffs.[43]
- Décima temporada 19/20: Cuarta temporada en Liga Femenina. Campeonas de la Euskal Kopa.[44] Jugaron la Copa de la Reina en Salamanca, llegando a Semifinales. Dieron por terminada la temporada ocupando la quinta posición.[45]
- Undécima temporada 20/21: Quinta temporada en Liga Femenina. 10º Aniversario del Proyecto "Tiempo de Chicas".[46] En pretemporada, disputa el III Torneo Olárizu, ganado por el equipo Estudiantes.[47]
- Undécima temporada 21/22: Sexta temporada en Liga Femenina. Juegan la Euskal Kopa en Landako (Durango), a primeros de septiembre de 2021.[48] También en Pretemporada, disputa y gana el  IV Torneo Olárizu, frente al equipo francés Tarbes, en Vitoria.[49][50][51]
- Duodécina temporada 22/23: Séptima temporada en Liga Femenina. Juegan la Euskal Kopa en Tolosa,[52] el Torneo Olárizu ganándolo frente al Valencia Baskett,[53] en pretemporada. Se clasifican para jugar la Copa de la Reina, este año en Zaragoza. Terminan la temporada en décima posición.
- Decimotercera temporada 23/24: Octava temporada en Liga Femenina. Juegan la Euskal Kopa en el Polideportivo Landako, de Durango.Finalizan la temporada en 12° puesto.
- Decimocuarta temporada 24/25: Novena temporada en Liga Femenina. Juegan la Euskal Kopa en Beasáin. Se consigue la permanencia en el último partido frente a Cadí la Seu. Finalmente el 13° puesto. También se salva del descenso IDK, en la misma jornada, y finaliza 14°. Descienden Ardoi y Celta.
- Decimoquinta temporada 25/26: Décima temporada en Liga Femenina.

## Uniforme
El uniforme titular de Araski es de color verde, tanto camiseta como pantalón, con las grafías en blanco. El uniforme suplente cambia el verde por el fucsia. Para la temporada 2020/21 la segunda indumentaria pasa a ser toda negra. Posteriormente vuelven a los colores verde y fucsia. 

## Pabellón
El pabellón oficial del equipo es el Polideportivo Mendizorrotza, del que es titular el Ayuntamiento de Vitoria. El polideportivo está situado en la Plaza Amadeo García Salazar 1 y posee una capacidad para aproximadamente 3.000 personas. Fue la sede la Copa de la Reina de 2019, que se disputó del 28 de febrero al 3 de marzo.

## Trayectoria
| Temporada | Nivel | División        | Pos. | G–P   | Postemporada  | Copa de la Reina             | Euskal Kopa |
| --------- | ----- | --------------- | ---- | ----- | ------------- | ---------------------------- | ----------- |
| 2010–11   | 3     | 1ª Nacional     | 4º   | 20–10 |               |                              |             |
| 2011–12   | 3     | 1ª Nacional     | 2º   | 24–5  |               |                              |             |
| 2012–13   | 3     | 1ª Nacional     | 1º   | 25–1  | Ascenso       |                              |             |
| 2013–14   | 2     | Liga Femenina 2 | 9º   | 7–15  |               |                              |             |
| 2014–15   | 2     | Liga Femenina 2 | 5º   | 12–10 |               |                              |             |
| 2015–16   | 2     | Liga Femenina 2 | 2º   | 24–6  | Ascenso       |                              |             |
| 2016–17   | 1     | Liga Femenina   | 4º   | 13–13 | Semifinalista | Semifinalista                |             |
| 2017–18   | 1     | Liga Femenina   | 10º  | 10–16 |               |                              | Campeonas   |
| 2018–19   | 1     | Liga Femenina   | 7º   | 10–16 |               | Cuartos de final (Anfitrión) | Campeonas   |
| 2019–20   | 1     | Liga Femenina   | 5º   | 12–10 |               | Semifinalista                | Campeonas   |
| 2020–21   | 1     | Liga Femenina   | 11º  | 12–18 |               |                              |             |
| 2021–22   | 1     | Liga Femenina   | 12º  | 11–19 |               |                              |             |
| 2022–23   | 1     | Liga Femenina   | 10º  | 13–17 |               | Cuartos de final             |             |
| 2023–24   | 1     | Liga Femenina   | 12º  | 12–18 |               |                              |             |
| 2024–25   | 1     | Liga Femenina   | 13°  | 10-20 |               |                              |             |

## Plantilla 2025-2026
|      | Kutxabank Araski Temporada 2025/2026 |       |         |                          |  |
| Núm. | Jugadora                             |       | Altura  | Nacionalidad             |  |
|      |                                      |       |         |                          |  |
| 7    | Maider Castellano                    | Base  | 1,64 m. | España                   |  |
|      | Noa Morro                            |       |         | España                   |  |
|      | Mireya Sanz                          |       |         | España                   |  |
|      | Mama Dembele                         |       |         | Mali/ España             |  |
|      | Alyssa Lawrence                      |       |         | Estados Unidos/ Francia  |  |
| 4    | Sami Hill                            | Base  | 1,76 m. | Canadá                   |  |
| 5    | Montserrat Brotons Pascual           | Alero | 1,93 m. | España                   |  |
|      | Isabela Quevedo                      |       |         | Cuba                     |  |
|      | Dominique Toussaint                  |       |         | Estados Unidos/ Dominica |  |
|      | Lotta-Maj Lahtinen                   |       |         | Finlandia                |  |
|      | Quinn Dornstauder                    |       |         | Canadá                   |  |

## Cuerpo técnico
- Primera entrenadora: Madelén Urieta.
- Entrenadora Asistente: Laura Pardo.[55]
- Entrenador Asistente: Alex Suso.
- Preparador físico: Gorka Núñez.
- Delegado de equipo: Julen Vázquez.
- Fisioterapeuta: Jon Ortiz de Urbina.
- Coach emocional: Iciar García.
- Jefe de Prensa: Álvaro Díaz Verdasco.

Liga Femenina 1
Temporada 2025/26
Cuerpo técnico: Madelén Urieta (Entrenadora), Entrenador@s Asistentes: Laura Pardo, Alex Suso, Gorka Núñez (Preparador Físico), Jon Ortiz de Urbina (Fisioterapeuta), Julen Vázquez (Delegado de equipo), Iciar García (Entrenadora emocional).
Jugadoras: Sami Hill, Maider Castellano, Montserrat Brotons Pascual, Mama Dembele, Noa Morro, Lotta-Maj Lahtinen, Quinn Dornstauder, Dominique Toussaint, Mireya Sanz, Isabela Quevedo, y Alissa Lawrence .

Liga Femenina 1
Temporada 2024/25
Cuerpo técnico: Madelén Urieta (Entrenadora), Entrenador@s Asistentes: Laura Pardo, Alex Suso, Gorka Núñez (Preparador Físico), Jon Ortiz de Urbina (Fisioterapeuta), Julen Vázquez (Delegado de equipo), Iciar García (Entrenadora emocional).
Jugadoras: Natalie van den Adel, Marta Hermida, Laura Aliaga, Sami Hill,  Brittany Brewer, Natalia Rodríguez, Bethy Mununga, Montserrat Brotons Pascual, Maxuella Lisowa-Mbaka, Maider Castellano, Saran Noura Diallo Touré, e Iva Slonjsak. 
Liga Femenina 1
Temporada 2023/24
Cuerpo técnico: Madelén Urieta (Entrenadora), Entrenador@s Asistentes: Ioseba Redondo, Laura Pardo, Alex Suso. Gorka Núñez (Preparador Físico), Jon Ortiz de Urbina (Fisioterapeuta), Julen Vázquez (Delegado de equipo), Iciar García (Entrenadora emocional).
Jugadoras: Natalie van den Adel, Agostina Burani, Txell Alarcón, Melisa Gretter, Marta Hermida, Tamara Seda, Laura Aliaga, Sami Hill, Brittany Brewer, June Carmona,  Maider Castellano y Marina Ortiz de Zárate.
Liga Femenina 1
Temporada 2022/23
Cuerpo técnico: Madelén Urieta (Entrenadora), Ioseba Redondo (Ayudante de entrenador), Víctor Ciavattini (Preparador Físico), Raquel Pérez (Fisioterapeuta), Julen Vázquez (Delegado de equipo), Iciar García (Entrenadora emocional).
Jugadoras: María Asurmendi, Tanaya Mechelle Atkinson, Agostina Burani, Annika Holopainen, Florencia Natalia Chagas, Txell Alarcón, Maimouna Diarra, Marina Ortiz de Zárate, Maider Castellanos, Natalie Van Den Adel y Chatrice White. 
Liga Femenina 1
Temporada 2021/22
Cuerpo técnico: Madelén Urieta (Entrenadora), Ioseba Redondo (Ayudante de entrenador), Víctor Ciavattini (Preparador Físico), Raquel Pérez (Fisioterapeuta), Julen Vázquez (Delegado de equipo), Iciar García (Entrenadora emocional).
Jugadoras: Laura Pardo, Tamara Seda, Gracia Alonso de Armiño, Izaskun García, María Asurmendi, Beatriz Sánchez, Tanaya Mechelle Atkinson, Katarina Zec, Julia Gladkova (sólo 2021), Eleanna Christinaki (2022), Leia Dongue, Arrate Agirre
Liga Femenina 1
Temporada 2020/21
Cuerpo técnico: Madelén Urieta (Entrenadora), Ioseba Redondo (Ayudante de entrenador), Manel Vidiella (Preparador Físico), Olatz Fernández (Fisioterapeuta), Julen Vázquez (Delegado de equipo), Iciar García (Entrenadora emocional).
Jugadoras: Izaskun García, Cristina Molinuevo, María Asurmendi, Raquel Carrera Quintana, Tamara Abalde, Laura Quevedo, Anna Cruz, Laura Pardo, Izar Bedia, Sonia Pereda, Tamara Seda y Joy Alexis Brown-Adams.

Temporada 2019/20
Cuerpo técnico: Madelén Urieta (Entrenadora), Ioseba Redondo (Ayudante de entrenador), Julen Forniés (Preparador Físico), Olatz Fernández (Fisioterapeuta), Julen Vázquez (Delegado de equipo), Iciar García (Entrenador emocional)
Jugadoras: Izaskun García, Cristina Molinuevo, María Asurmendi, Raquel Carrera, Laura Quevedo, Natalie van den Adel, Laura Pardo, Tamara Seda y Shacobia Shaunte Barbee
Liga Femenina 1
Temporada 2018/19
Cuerpo técnico: Madelén Urieta (Entrenadora), Ioseba Redondo (Ayudante de entrenador), Julen Forniés (Preparador Físico), Olatz Fernández (Fisioterapeuta), Julen Vázquez (Delegado de equipo).
Jugadoras: Briana Roberson, Romina Ciappina (hasta diciembre de 2018), Izaskun García, Cristina Molinuevo, Paula Estebas, Natalie van den Adel, Maja Vucurovic (hasta enero de 2019) , Laura Pardo, Umo Diallo Dieng, Ariel Joy Edwards y Binta Drammeh (desde enero de 2019).
Liga Femenina 1
Temporada 2017/18
Cuerpo técnico: Madelén Urieta (Entrenadora), Ioseba Redondo (Ayudante de entrenador), Julen Forniés (Preparador Físico), Olatz Fernández (Fisioterapeuta), Beatriz Alcalde (Delegada de equipo).
Jugadoras: Izaskun García, Cristina Molinuevo, Irati Etxarri, Ane Aldalur, Natalie van den Adel, Arrate Agirre, Laura Pardo, Umo Diallo Dieng, Marta Tudanca, Roselis Silva, Julie Christine Forster, Margaret Roundtree (Hasta el final de la primera vuelta. En enero de 2018 anuncian su desvinculación del Club), Ainara Camino (debutó el 21/02/2018 en Liga Femenina) e Izar Bedia Delgado (debutó el 18/03/2018 en Liga Femenina).
Liga Femenina 1
Temporada 2016/17
Cuerpo técnico: Madelén Urieta (Entrenadora), Ioseba Redondo (Ayudante de entrenador), Hugo Salazar (Preparador Físico), Olatz Fernández (Fisioterapeuta), Beatriz Alcalde (Delegada de equipo)
Jugadoras: Cristina Molinuevo, Laura Velasco, Irati Etxarri, Ane Aldalur, Arrate Agirre, Laura Pardo, María Mtz. de Alegría, Marta Tudanca, Roselis Silva, Margaret Roundtree, Cecilia Liñeira, Vanessa Gidden (hasta final de la primera vuelta), Gisela Vega (segunda vuelta).

### Liga Femenina 2

#### Temporada 2015/16
Cuerpo técnico: Madelén Urieta (Entrenadora), Ioseba Redondo (Ayudante de entrenador), Hugo Salazar (Preparador Físico), Sara Ortega (Delegada de equipo)
- Jugadoras: Yoar Zamora, Zorione Pérez, Anne Senosiain, Cristina Molinuevo, Arrate Agirre, Ane Aldalur, Cecilia Liñeira, Kathleen Iwuoha, Raquel García Sampedro, Nicole Griffin, Laura Pardo

#### Temporada 2014/15
- Cuerpo técnico: Aitor Uriondo (Entrenador),  Laura García y Erlantz Merikaetxebarria (Ayudantes de entrenador), Amaia Mtz. De Ilarduya (Preparadora Física)
- Jugadoras: Yoar Zamora, Rosetta Adzasu, Cristina Molinuevo, Arrate Agirre, Oumoul Thiam, Sara Ortega, Arane Uriarte, Itsaso Conde, Raquel García Sampedro, Justina Udenze, Laura Pardo

#### Temporadas 2013/14
- Cuerpo técnico: Madelén Urieta (Entrenadora),  Julen Fornies y Hodei López de Arkaute (Ayudantes de entrenadora)
- Jugadoras: Katrin Chiemeka, Izaskun González, Cristina Molinuevo, Arrate Agirre, Tarik Hislop, Raquel Pérez, Arane Uriarte, Itsaso Conde, Raquel García Sampedro, Estíbaliz Castaño, Annie Kasongo, Laura Pardo, Christina Dewitt

## Premios y reconocimientos
- I Homenaje “Abarca de Oro”, galardón otorgado por la Federación de Asociaciones de Neskas y Blusas de Gasteizko Jaiak, 2017.[61]
- Homenaje del Ayuntamiento de Vitoria a Lacturale Araski por la magnífica temporada del equipo en su debut en Liga Femenina, 2017.[62]
- Premio Cope 2017 en la categoría de Deporte.[63]
- Premio colectivo Berdintasuna Lantzen (Trabajando la Igualdad) 2017 otorgado por las Juventudes Socialistas de Euskadi.[64]
- Recepción al Araski en el Ayuntamiento de Vitoria por su ascenso a la Liga femenina de baloncesto, 2016.[65]
- Premio APDA 2016 (Asoc.Prensa Deportiva de Álava): Ascenso a Liga Femenina 1.[66]
- Premio "Alavés del Mes" (El Correo) del mes de mayo de 2016"[67]
- Chupineras de las fiestas de La Blanca 2016: A votación popular, es elegida la candidatura del Gaztedi Rugby Taldea, y Araski es invitado a lanzar el chupinazo que abren las fiestas de Vitoria junto a ellos.[68]
- Premio Corazones Sin Fronteras 2015: ARASKI Premio Corazón Activo[69]
- Premio APDA 2014 (Asoc. Prensa Deportiva de Álava): Itsaso Conde. Bronce Europeo U18[70]
- Premio APDA 2013 (Asoc. Prensa Deportiva de Álava): Ascenso a Liga Femenina 2[71]
- Premio AMPEA 2013 (Asoc. Mujeres Profesionales y Empresarias) “Mujer directiva 2013”: Livia López.[72]
- Premio APDA 2012 (Asoc. Prensa Deportiva de Álava): Cristina Molinuevo e Itsaso Conde. Oro Europeo U16[73]
- Premio Ayuntamiento de Vitoria 2012 “Promoción Deporte Femenino”: Livia López, Proyecto Araski.[74]

## Otros méritos deportivos

### Colectivos
- Campeonas de la Euskal Kopa 2019.[44]
- Campeonas de la Euskal Kopa 2018.[75]
- Campeonas de la Euskal Kopa 2017.[76]
- Campeonas de Liga Femenina 2 (2015/16)[77]
- Campeonas de Liga 1ª Nacional Femenina (2012/13)
- Campeonatos de España Júnior T. 2010/11 y 2012/13

### Individuales
- Campeonas de Europa SUB 16 (2012): Cristina Molinuevo e Itsaso Conde (Selección española)[78]
- Bronce en el Europeo SUB 18 – (2014: Itsaso Conde)[79]
- Convocatorias en Selección Euskadi Alevín, Cadete, Sub-18 y Absoluta[80]
- Convocatoria en Selección Española (U19, U20 Y U13)[81]
- Premio Memorial Antonio Díaz Miguel a Madelén Urieta como mejor entrenadora de Baloncesto del año 2016.[82]